# محمود التوني
محمود التوني (17 يوليو 1934 - 10 مارس 2009) ممثل مصري 

## حياته ونشأته
من مواليد 17 يوليو 1934 تخرج في كلية التجارة جامعة عين شمس وبدأ حياته ممثل أداء صامت (بانتومايم). عرف محمود التوني بأدواره الكوميدية في المسرح والسينما والتلفزيون، كما شارك في عدد من المسلسلات التي تمثل علامات بارزة في مجال الدراما التلفزيونية، بلغ رصيده 90 عملاً فنياً  وكانت آخر أعماله مسلسل بوابة الحلواني الجزء الرابع.
توفي في 10 مارس 2009 عن عمر يناهز 69 سنة.

## أهم أعماله
بوابة الحلواني (الجزء الرابع) للمخرج إبراهيم الصحن عام 2001.
يوميات ونيس (الجزء الخامس) للمخرج أحمد بدر الدين عام 1998.
رأفت الهجان (الجزء الثاني) للمخرج يحيى العلمي عام 1990.
السقوط في بئر سبع (مسلسل) للمخرج نور الدمرداش عام 1994.
مفتش المباحث (مسلسل) للمخرج عبد الله الشيخ عام 1979.
شلة الأنس (فيلم) للمخرج يحيى العلمي عام 1976.
جوازة بمليون جنية (مسرحية) للمخرج سمير العصفوري عام 1974.
رجل لكل بيت (مسرحية) للمخرج محمود عزمي عام 1973.
أشجان (مسلسل) للمخرج يحيى العلمي عام 1970.

## وصلات خارجية
https://elcinema.com/person/1049278 محمود التوني
https://dhliz.com/artist/mahmoud_al_touny/ محمود التوني
https://www.imdb.com/name/nm4986695/?ref_=nv_sr_srsg_1 محمود التوني
https://karohat.com/Person/73a2e753-730c-4ac4-a9c2-7160c16511d8 محمود التوني 